# Ischyropalpus
Ischyropalpus es un género de coleóptero de la familia Anthicidae.

## Especies
Las especies de este género son:
- Ischyropalpus anticefasciatus (Pic, 1910)
- Ischyropalpus bipartitus (Casey, 1895)
- Ischyropalpus cochisei Werner, 1973
- Ischyropalpus dispar Werner, 1973
- Ischyropalpus fuscus Telnov, 2000
- Ischyropalpus gemellus Werner, 1973
- Ischyropalpus gibbithorax (Pic, 1894)
- Ischyropalpus lividus (Casey, 1895)
- Ischyropalpus nitidulus (LeConte, 1851)
- Ischyropalpus obscurus (LaFerté-Senéctère, 1848)
- Ischyropalpus occidentalis (Champion, 1890)
- Ischyropalpus ornatellus (Casey, 1895)
- Ischyropalpus pinalicus (Casey, 1895)
- Ischyropalpus placidus Werner, 1973
- Ischyropalpus sturmi (LaFerté-Senéctère, 1848)
- Ischyropalpus subtilissimus (Pic, 1896)
- Ischyropalpus turgidicollis (Casey, 1895)
- Ischyropalpus vividus (Casey, 1895)